# W-Parade
W-Parade – plenerowa impreza muzyczna z charakterystyczną dla gatunku formą parady – przemarszu. Odbywa się we Wrocławiu.
Organizowana od 2004 roku jako odpowiedź na zapotrzebowanie na tego typu imprezy po zaprzestaniu orgranizowania sławnej Love Parade w Berlinie oraz Parady Wolności.

## Historia
2005
Impreza odbyła się 4 czerwca 2005 roku. Muzyka serwowana byłą w kilku różnych gatunkach z 4 scen jednocześnie.
Na imprezie zagrali między innymi: A Guy Called Gerald, Afrika Islam, Blake Baxter, Marco Remus, Aural Planet, Erick Kowalski.